# Ienisseï
L'Ienisseï (en russe : Енисей [ jɪnʲɪˈsʲej]) est un fleuve de Sibérie, en Asie, le plus long de tous ceux qui se jettent dans les mers arctiques. Il se forme en république autonome de Touva de la confluence du Grand Ienisseï et du Petit Ienisseï, le premier né sur le flanc sud des monts Saïan par 97° 30' E et 52° 20' N et le second issu des marais quelques kilomètres à l'ouest du lac Khobso-Gol au nord-ouest de la Mongolie. Son bassin versant jouxte à l'est celui de la Léna et à l'ouest celui de l'Ob. Ses premiers 188 kilomètres après sa confluence sont désignés sous le nom de Haut-Ienisseï.

## Étymologie
Iénisseï est la russification du vieux kirghize Эне-Сай (Ene-Sai) qui signifie « rivière-mère » ou de l'evenki Ioenessi, qui signifie « grande eau »,.

## Géographie

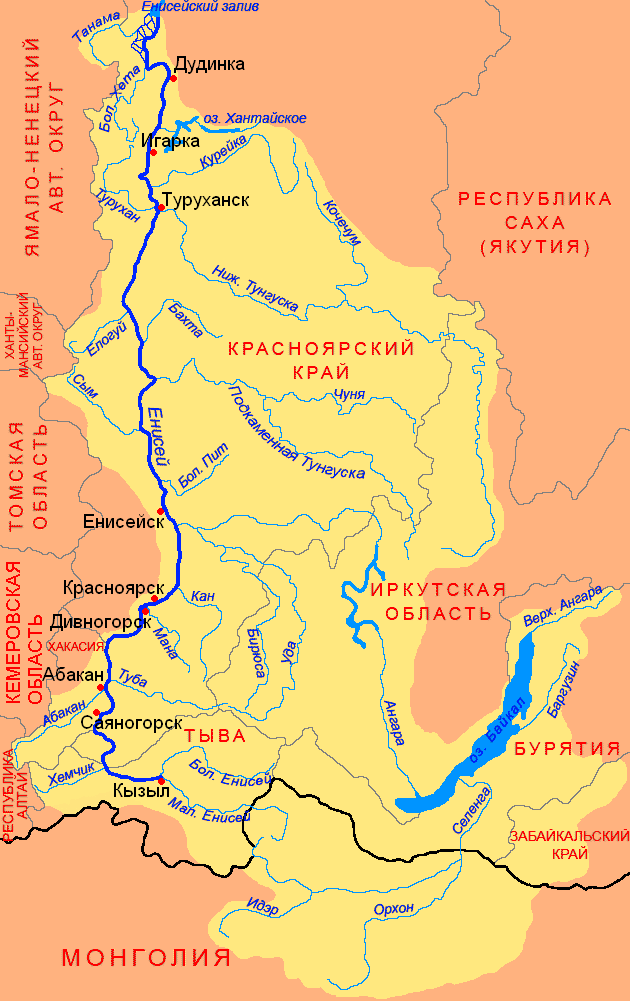

La longueur du fleuve est de 4 093 km (mais elle atteint 5 075 km si on prend comme source du fleuve la source de la Selenga) et la surface de son bassin versant est de 2 620 000 km2.
Il est navigable jusqu'à Minoussinsk, sur une longueur de 2 900 km. Le fleuve est libre de glace en moyenne 155 jours par an à Touroukhansk et 196 jours entre mai et novembre à Krasnoïarsk.
Le Grand Ienisseï (ou Bii-khem) et le Petit Ienisseï (ou Ka-khem) coulent vers l'ouest. Après s'être unis, ils tournent vers le nord, traversant les monts Saïan par de profondes gorges, selon le 92e méridien, et recevant le Khemtchik, pour émerger dans les steppes à Saïanogorsk (53° 10' N).
Augmenté de l'Abakan sur la gauche et de la Touba sur la droite, il traverse la région minière de Minoussinsk, approche à 10 km du Tchoulym, tributaire de l'Ob, et croise le Transsibérien à Krasnoïarsk. Il reçoit ensuite son principal affluent, l'Angara, émissaire du lac Baïkal, qui porte son débit de 3 350 m3/s à 8 300 m3/s.
Après la confluence de l'Angara, le fleuve continue de s'élargir. Un canal reliait autrefois le petit Kas, affluent gauche de l'Ienisseï, à la Ket, un affluent de l'Ob. Le fleuve reçoit par la droite les eaux de deux affluents majeurs, la Toungouska Pierreuse et la Toungouska Inférieure.
L'Ienisseï continue vers la mer de Kara, atteignant une largeur de 30 km. Son lit est encombré par des îles. Il reçoit encore sur la gauche le Sym et le Touroukhan, et sur la droite la Koureïka et la Doudinka, puis il s'étale dans son large estuaire.

## Principales villes traversées
- Kyzyl
- Abakan
- Dvinogorsk
- Krasnoïarsk (pont métallique 777)
- Lessossibirsk
- Ienisseïsk
- Touroukhansk
- Igarka
- Doudinka

## Hydrologie
Le débit inter-annuel ou module de l'Ienisseï est de 18 050 m3/s à Igarka à 525 km de son embouchure pour une surface de bassin versant de 2 440 000 km2. Il manque 180 000 km2 de bassin en aval où il collectera 1 800 m3/s supplémentaires. Le fleuve possède un régime nival de plaine. La période des hautes eaux au mois de juin correspond à la période de fonte des neiges. Les valeurs minimales et maximales mesurées à Igarka pour le débit mensuel sur la période 1936-1995 sont égales à 3 120 m3/s en avril 1954 et 119 000 m3/s en juin 1959.
| Localité                         | Distance de l'embouchure | Surface du bassin versant | Module      | Lame d'eau |
| -------------------------------- | ------------------------ | ------------------------- | ----------- | ---------- |
| Kyzyl (Кызыл)                    | 3 487 km                 | 115 000 km2               | 1 010 m3/s  | 276 mm     |
| Nikitino (Никитино)              | 3 020 km                 | 182 000 km2               | 1 480 m3/s  | 256 mm     |
| Bazaïkha (Базаиха)               | 2 468 km                 | 300 000 km2               | 2 920 m3/s  | 307 mm     |
| Ienisseïsk (Енисейск)            | 2 054 km                 | 1 400 000 km2             | 7 750 m3/s  | 175 mm     |
| Toungouska Pierreuse (confluent) | 1 568 km                 | 1 760 000 km2             | 10 900 m3/s | 195 mm     |
| Igarka (Игарка)                  | 697 km                   | 2 440 000 km2             | 17 800 m3/s | 230 mm     |

## Les affluents

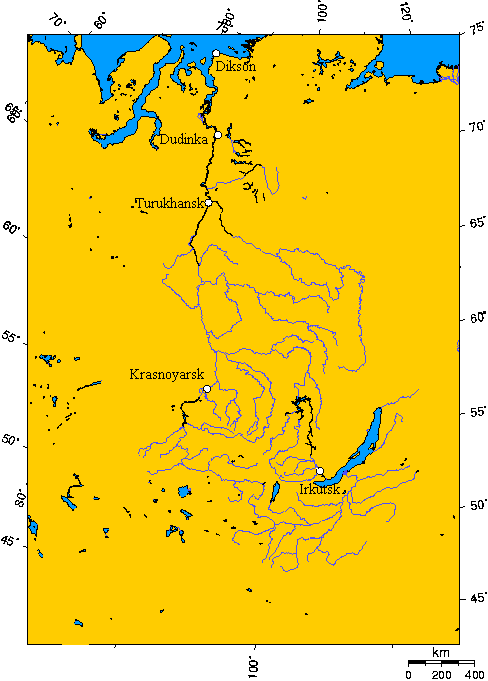
Bassin de l'Ienisseï.

Les principaux affluents sont, d'amont en aval (superficie du bassin, longueur, débit moyen) :
| Rive gauche : - Khemtchik (27 000 km2, 320 km, 119 m3/s) ; - Abakan (32 000 km2, 514 km, 390 m3/s) ; - Kas (11 200 km2, 464 km, 65 m3/s) ; - Sym (31 600 km2, 694 km), 250 m3/s) ; - Elogouï (25 100 km2, 464 km, 250 m3/s) ; - Touroukhan (35 800 km2, 639 km) ; - Grande Kheta (20 700 km2, 646 km, 211 m3/s). | Rive droite : - Ous (6 880 km2, 236 km, 66 m3/s) ; - Touba (36 900 km2, 507 km, 770 m3/s), - Amyl (9 850 km2, 400 km, 215 m3/s) ; - Mana (9 260 km2, 475 km, 100 m3/s) ; - Kan (36 900 km2, 629 km) ; - Angara (1 039 000 km2, 1 779 km, 4 950 m3/s), - Angara Supérieure (en amont du lac Baïkal) (20 600 km2, 320 km, 260 m3/s), - Bargouzine (en amont du lac Baïkal) (21 100 km2, 480 km, 130 m3/s), - Selenga (en amont du lac Baïkal) (447 000 km2, 1 024 km, 951 m3/s), - Bolchaïa Belaïa (18 000 km2, 359 km, 176 m3/s), - Oka (se jette dans le lac de Bratsk) (34 000 km2, 630 km), - Iia (se jette dans le lac de Bratsk) (18 100 km2, 150 m3/s), 486 km), - Kireï (2 950 km2, 140 km, 42,4 m3/s), - Ilim (30 300 km2, 589 km, 139 m3/s), - Tasseïeva (128 000 km2, 1 319 km, 740 m3/s), - Tchouna (ou Ouda) (56 800 km2, 1 203 km, 300 m3/s), - Birioussa (ou Ona) (55 800 km2, 1 812 km) ; - Grand Pit (21 700 km2, 415 km, 240 m3/s) ; - Toungouska Pierreuse (240 000 km2, 1 865 km, 1 650 m3/s) - Tchounia (70 500 km2, 727 km) - Toungouska Inférieure (473 000 km2, 2 989 km, 3 600 m3/s), - Kotchetchoum (96 400 km2, 733 km), - Tembentchi (21 600 km2, 571 km, 280 m3/s), - Taïmoura (32 550 km2, 454 km) ; - Koureïka (44 700 km2, 888 km, 664 m3/s). |

## Environnement et pollution
Le fleuve est pollué sur plusieurs segments, notamment par du tritium retrouvé dans les sédiments, le zoobenthos, les poissons et les plantes du cours d'eau. 
La source de ce tritium serait le combinat minier et chimique Rosatom (Rosatom State Corporation).

## Ponts
L'Ienisseï compte sept ponts, dont le pont de Vyssokogorski au sud de Lessossibirsk, ouvert en septembre 2023.

## Dans la littérature
L'Ienisseï est traversé par Michel Strogoff dans le roman homonyme de Jules Verne.